# 相澤昌弘
相澤 昌弘（あいざわ まさひろ）は、日本のアニメーター、キャラクターデザイナー。東京都出身。別名義に相澤伽月（あいざわ かげつ）がある。

## 経歴・人物
文化学院卒。アニメトロトロ出身。『少女革命ウテナ』の作画監督として独特の絵柄を完成させ、『魔術士オーフェン』のキャラクターデザインで人気を得る。『GAD GUARD』、『月詠 -MOON PHASE-』、『西の善き魔女 Astraea Testament』のキャラクターデザインで新たなファン層を開拓した。

## 参加作品

### テレビアニメ
1986年
- マシンロボ クロノスの大逆襲（原画）

1990年
- NG騎士ラムネ&40（原画）

1991年
- 太陽の勇者ファイバード（原画・作画監督）

1995年
- 黄金勇者ゴルドラン（原画）
- スラムダンク（原画・70話）

1996年
- こどものおもちゃ（原画）
- 美少女戦士セーラームーンセーラースターズ（原画）
- 勇者指令ダグオン（原画）
- 超者ライディーン（OP原画）

1997年
- 少女革命ウテナ（原画・作画監督）
- 勇者王ガオガイガー（原画）

1998年
- ブレンパワード（1話原画）
- アリスSOS（OP原画）
- 魔術士オーフェン（キャラクターデザイン・総作画監督・作画監督）
- それゆけ!宇宙戦艦ヤマモト・ヨーコ（オープニングアニメーション原画）

1999年
- 魔術士オーフェン Revenge（キャラクターデザイン・総作画監督・作画監督）
- 天使になるもんっ!（原画）

2000年
- ベターマン（18話作画監督）
- アルジェントソーマ（7話原画）
- 闇の末裔（作画監督・原画・オープニングアニメーション原画）
- ヴァンドレッド（原画）

2001年
- The Soul Taker 〜魂狩〜（作画監督・オープニングアニメーション作画監督/渡辺明夫と連名）
- よばれてとびでて!アクビちゃん（キャラクターデザイン・作画監督）

2003年
- GAD GUARD（キャラクターデザイン・総作画監督・作画監督・演出）
- 銀河鉄道物語（原画）

2004年
- マリア様がみてる 〜春〜（作画監督）
- 月詠 -MOON PHASE-（キャラクターデザイン・総作画監督・作画監督）

2005年
- 地獄少女（総作画監督・作画監督補佐・オープニングアニメーション原画）
- ふしぎ星の☆ふたご姫（作画監督・羽根のミューグラムCM原画）

2006年
- ふしぎ星の☆ふたご姫 Gyu!（原画）
- 西の善き魔女 Astraea Testament（キャラクターデザイン・作画監督）
- 地獄少女 二籠（原画）

2007年
- デルトラクエスト（原画・OP原画）

2009年
- あにゃまる探偵 キルミンずぅ（キャラクターデザイン・総作画監督補佐・OP作画監督・作画監督）
- 乃木坂春香の秘密 ぴゅあれっつぁ♪（ノクターン女学院ラクロス部キャラクターデザイン）

2010年
- 学園黙示録 HIGHSCHOOL OF THE DEAD（原画）

2011年
- べるぜバブ（OP原画）
- 戦国乙女〜桃色パラドックス〜（原画）
- 輪るピングドラム（絵コンテ・演出・作画監督・原画・OP原画）
- R-15（原画）
- 夏目友人帳 参（OP原画）

2012年
- ZETMAN（OP原画）
- 戦国コレクション（原画）
- LUPIN the Third -峰不二子という女-（OP演出・作画監督）
- AKB0048（舞踊原画家・作画監督・原画・OP原画）
- DOG DAYS'（OP原画）
- Persona4 the ANIMATION（原画）
- となりの怪物くん（原画・OP原画）

2013年
- 俺の彼女と幼なじみが修羅場すぎる（OP絵コンテ・演出・OP原画）
- AKB0048 next stage（舞踊原画家・原画）
- アラタカンガタリ〜革神語〜（キャラクターデザイン）
- BROTHERS CONFLICT（作画監督・作画監督補佐・OP原画）
- ロウきゅーぶ!SS（絵コンテ・演出・OP原画）

2014年
- いなり、こんこん、恋いろは。（OP原画）
- デート・ア・ライブII（サブキャラクターデザイン・総作画監督・絵コンテ・ED作画監督）
- 神撃のバハムート GENESIS（サブキャラクターデザイン）

2015年
- ユリ熊嵐（キーアニメーター・OP絵コンテ・総作画監督・作画監督・OP原画・原画）
- スタミュ（ミュージカルシーン絵コンテ・演出・原画）
- ゆるゆり さん☆ハイ!（絵コンテ）

2016年
- テラフォーマーズ リベンジ（キャラクターデザイン・絵コンテ）
- 田中くんはいつもけだるげ（絵コンテ・演出・ED絵コンテ・演出・ED原画）
- チア男子!!（絵コンテ）
- Re:ゼロから始める異世界生活（絵コンテ）
- エンドライド（演出）
- ステラのまほう（絵コンテ）

2018年
- 覇穹 封神演義（監督）

2020年
- 魔女の旅々（絵コンテ）
- 『ヒプノシスマイク -Division Rap Battle-』Rhyme Anima（絵コンテ）

2021年
- 不滅のあなたへ（絵コンテ）
- NOMAD メガロボクス2（絵コンテ）
- ヴィジュアルプリズン（絵コンテ）
- 86-エイティシックス-（絵コンテ）
- サクガン（絵コンテ）

2022年
- 勇者、辞めます（絵コンテ）
- ダンス・ダンス・ダンスール（絵コンテ）
- リコリス・リコイル（絵コンテ）
- うたわれるもの 二人の白皇（絵コンテ）

2023年
- 便利屋斎藤さん、異世界に行く（絵コンテ）
- 江戸前エルフ（絵コンテ）
- Helck（絵コンテ）

2024年
- 戦国妖狐（監督）
- 魔都精兵のスレイブ（絵コンテ）

2025年
- ブサメンガチファイター（シナリオ監修）

### 劇場アニメ
1990年
- けろけろけろっぴの大冒険 ふしぎな豆の木（原画）

1991年
- 機動戦士ガンダムF91（原画）

1997年
- 劇場版 花より男子（原画）

1998年
- 機動戦士ガンダム 第08MS小隊 ミラーズ・リポート（原画）　
- スレイヤーズごぅじゃす（キャラクターデザイン・総作画監督・作画監督）

1999年
- 少女革命ウテナ アドゥレセンス黙示録（作画監督）
- 劇場版デジモンアドベンチャー（原画）
- デジモンアドベンチャー02 前編・デジモンハリケーン上陸!!／後編・超絶進化!! 黄金のデジメンタル（キャラクターデザイン・総作画監督）

2002年
- シックス・エンジェルズ（原画）

2004年
- 新暗行御史（作画監督・レイアウト）
- 劇場版ポケットモンスター アドバンスジェネレーション 裂空の訪問者 デオキシス（作画監督）

2005年
- 劇場版ポケットモンスター アドバンスジェネレーション ミュウと波導の勇者 ルカリオ（作画監督）

2006年
- 劇場版ポケットモンスターアドバンスジェネレーション ポケモンレンジャーと蒼海の王子マナフィ（原画）
- 劇場版 どうぶつの森（作画監督）

2007年
- 劇場版ポケットモンスター ダイヤモンド&パール ディアルガVSパルキアVSダークライ（作画監督）
- えいがでとーじょー! たまごっち ドキドキ! うちゅーのまいごっち!?（作画監督）

2008年
- 劇場版ポケットモンスター ダイヤモンド&パール ギラティナと氷空の花束 シェイミ（作画監督）
- 映画! たまごっち うちゅーいちハッピーな物語!?（作画監督）

2009年
- 劇場版ポケットモンスター ダイヤモンド&パール アルセウス 超克の時空へ（作画監督）

2011年
- 劇場版 マクロスF 恋離飛翼〜サヨナラノツバサ〜（作画監督補佐）

2012年
- 虹色ほたる 〜永遠の夏休み〜（原画）

### OVA
- 銀河英雄伝説（1989年：原画）
- 機動戦士ガンダム0083 STARDUST MEMORY（1991年：原画）
- Crying フリーマン 完結篇 無明流射（1994年：原画）
- 新世紀GPXサイバーフォーミュラSAGA（1996年：原画・オープニングアニメーション原画）
- 戦闘妖精雪風（2002年：キャラクターデザイン）
- 王ドロボウJING in Seventh Heaven（2004年：原画）
- よつのは（2008年：オープニングアニメーション原画）

### ゲーム
- サーヴィランス 監視者（2002年：サブキャラクターデザイン・作画監督）
- イナズマイレブン2 脅威の侵略者（2009年：ゲーム劇中アニメーション第二原画）